# Ткаченко Володимир Іванович
Ткаченко Володимир Іванович  (1950—2003) — радянський, український кінооператор-документаліст.

## З життєпису
Народ. 21 червня 1950 р. в родині службовця. Закінчив Київський державний інститут театрального мистецтва ім. І. Карпенка-Карого (1973). Працював на студії «Київнаукфільм».
Зняв фільми: «Я напою тебе, земле» (1975), «Співдружність» (1976), «Серце віддаю дітям» (1977), «Намалюй собі квітку» (1979), «Північні візерунки», «Двигуни прогресу» (1980), «Пам'ятник народному подвигу», «Слава над Славутичем» (1981), «Ім'я на фюзеляжах» (1983), «Фокус» (1984), «Інтерв'ю з самим собою» (1986), «Абетка для котиків» (1988, у співавт. з І. Недужком), «День перший, день останній», «Ми і автомобілі» (1991), «Місто на Україні — Біла Церква» (1992), «Розбудова держави. Фільм 87» в документальному циклі «Невідома Україна. Нариси нашої історії» (1993); стрічки «Запорозька Січ. Витоки. Фільм 5», «Зоряний час козацтва. Фільм 7» та «Козаччина. Руїна. Фільм 8» в документальному циклі «Невідома Україна. Золоте стремено» (1993); «Сповідь» (1993), «Кров людська…» (1995, у співавт. з М. Греськом) та ін.
Був членом Національної Спілки кінематографістів України.
Помер 6 березня 2003 р.